# Wendling (Norfolk)
Wendling – wieś w Anglii, w hrabstwie Norfolk, w dystrykcie Breckland. Leży 31 km na zachód od Norwich i 147 km na północny wschód od Londynu. W 2001 miejscowość liczyła 323 mieszkańców.